# Ликов Віктор Васильович
Ликов Віктор Васильович (нар. 30 березня 1930, м. Бердянськ, Запорізька область, УРСР, СРСР — пом. 2 вересня 1993, там само) — радянський і український кіносценарист, журналіст, прозаїк, член Національної спілки письменників України.

## Біографічні відомості
Закінчив Одеське морехідне училище (1960) і факультет журналістики Київського університетту (1970). Служив на флоті. 
Працював у газеті «Індустріальне Запоріжжя». Був власним кореспондентом всесоюзної газети «Известия» (Москва, 1970—1976) по Далекому Сходу. 
Дебютував у літературі збіркою «Небезпечний пеленг» (1965, кілька оповідань і повістей), яка присвячена трудівникам моря.
Автор творів:
- «Вогні у Тихому океані» (1975)
- «Справи і люди Першотравневого» (1976)
- «Море солоне: роман у 3 кн.» (1980—1990) — трилогія про життя приазовського рибальського села;

кіносценарії:
- «Перший шторм» (1972, реж. Р. Єфименко, Укртелефільм)
- «Право на любов» (1977, реж. А. Слісаренко, Кіностудія ім. О. Довженка)
- «Бердянськ — місто сонячне» (1978, реж. Ю. Ткаченко)

## Джерело
- Письменники Запорізького краю